# Phare d'Utö
Le phare d'Utö (en finnois : Utön majakka) est un phare situé sur l'île d'Utö dans la municipalité de Pargas, en région de Finlande du Sud-Ouest (Finlande).
Le phare d'Utö est inscrit au répertoire des sites culturels construits d'intérêt national  par la Direction des musées de Finlande  en date du 22 décembre 2009.

## Histoire
Le phare construit en 1753 a été détruit durant la guerre de Finlande et remplacé par un nouveau phare en 1814. En 1935, une centrale électrique a été construite à côté de la tour qui alimentait toute l'île. Le phare a été relié au réseau électrique national en 1996. Il est équipé d'un radiophare émettant le signal H en code Morse international. L'ancien bâtiment des gardiens est devenu un musée.

## Description
Le phare actuel  est une construction massive en maçonnerie à claire-voie de 24 mètres de haut, avec une  galerie-terrasse et une grande lanterne octogonale. Les deux maisons de gardiens, en bois, sont toujours existantes. Il est blanc avec une bande orange. Son feu isophase Il émet, à une hauteur focale de 13 mètres, deux éclats blanc, rouge et vert selon différents secteurs toutes les 12 secondes. Sa portée nominale est de 26.5 milles nautiques (environ 49 km).
Identifiant : ARLHS : FIN-090 - Amirauté : C4736 - NGA : 15800 .
|              |
| Timbre poste |

|          |
| Le phare |

|       |
| L'île |

### Liens connexes
- Liste des phares de Finlande
- Route périphérique de l'archipel